# Tawan karang

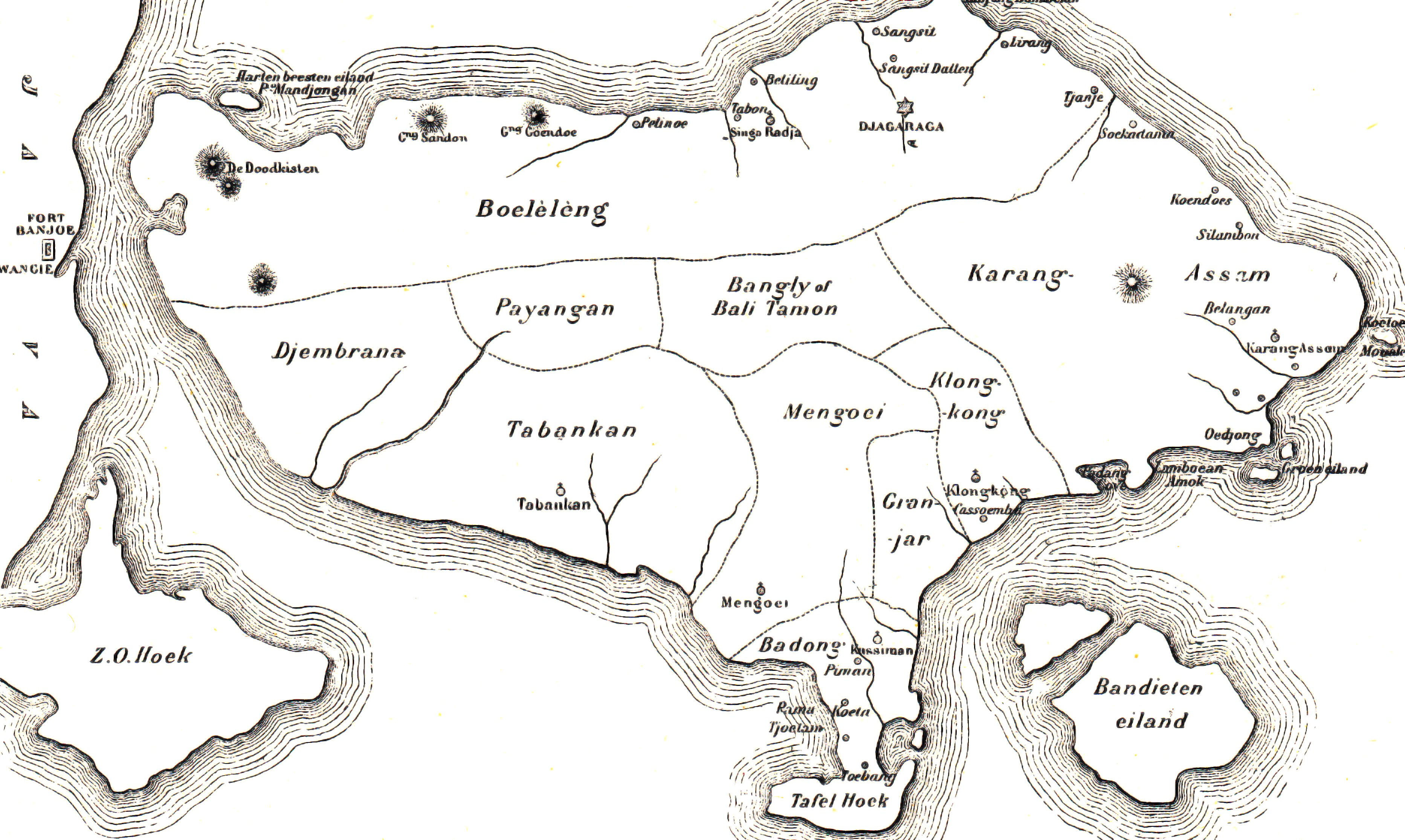
Mappa dei regni dell'isola di Bali, circa 1900.

Il tawan karang è il nome di una tradizione autoctona dell’isola di Bali in Indonesia, per cui si permetteva ai regni di impossessarsi di ogni bene od oggetto di un naufragio e il saccheggio di qualunque relitto presente nei loro mari. Tale diritto era comune a tutti i popoli dell'Oceano Indiano meridionale.

## Etimologia del nome
Tawan karang è un termine della lingua balinese che significa diritto di raccolta del corallo, per cui le navi affondate e/o arenate venivano paragonate alle barriere coralline presenti nei fondali intorno all’isola.

## Storia
Il tawan karang, anche hak tawan karang, era la tradizionale legge balinese che dava ai  regni di Bali il diritto di rivendicare le navi (ed il loro contenuto) che si arenavano o affondavano nei mari o sulla costa del loro territorio. Essa era una tradizione antichissima, in vigore nell’Oceano Indiano sin dal IX o X secolo.
Il tawan karang aveva un regolamento preciso per cui il bottino veniva diviso in parti uguali tra il regno, sulla quale spiaggia si fosse avuto il ritrovamento, e all’intera comunità balinese.
A fine XIX secolo, questa pratica venne in profonda collisione con gli interessi espansionistici olandesi. La compagnia olandese delle Indie orientali ebbe grandi perdite nei mari balinesi, dando vita a continui conflitti. Dal 1846, impero coloniale olandese cercò di forzare l’isola ad abolirne uso, che rimase attiva in diversi regni balinese fino al 1906.

## Religione
I balinesi consideravano il tawan karang il dono del dio del mare Baruna.

## Galleria d'immagini

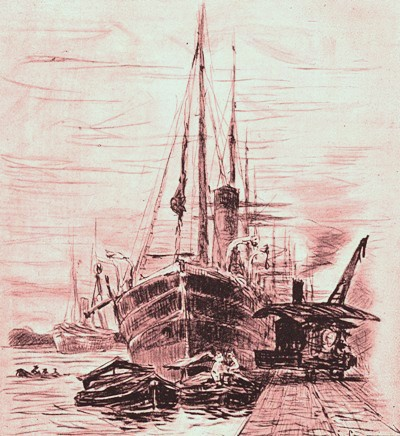
Nave olandese in un porto balinesi.
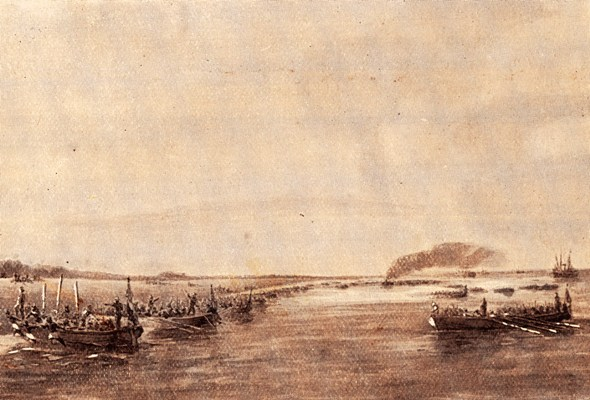
Navi olandesi nei mari balinesi, fino '800.
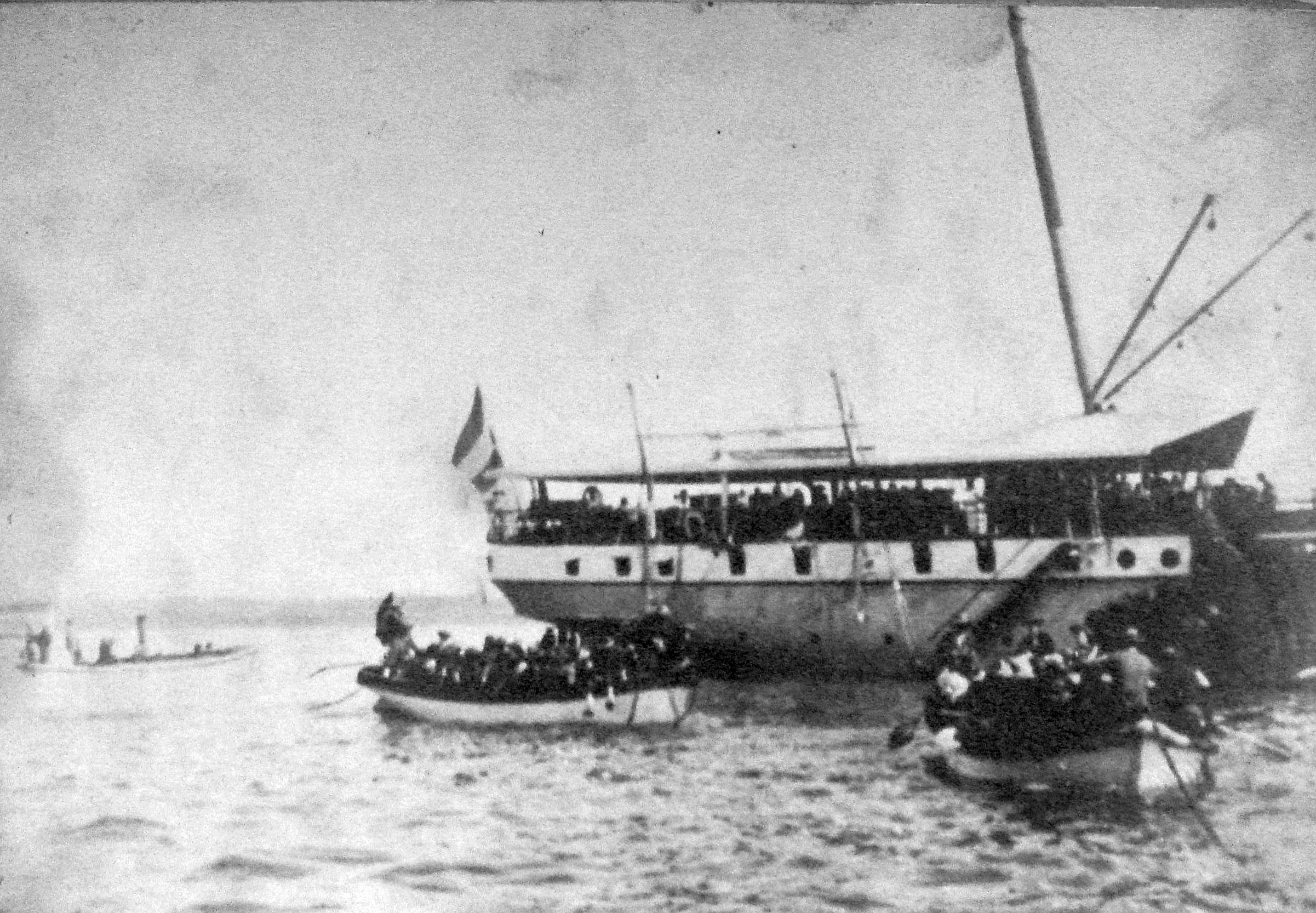
Navi olandesi nelle acque di Sanur, 1906.